# Sidney Buchman
Sidney Robert Buchman (Duluth, 27 de marzo de 1902–Cannes, 23 de agosto de 1975) fue un productor y guionista estadounidense que trabajó en más de 40 películas entre la década de los 20 y 70 del siglo XX. Fue un de los escritores más de su época y recibió cuatro nominaciones a los Premios Óscar y ganó una estatuílla en la categoría de Mejor guion adaptado por la comedia El difunto protesta (1941) junto a Seton I. Miller.

## Biografía
Nacido en el seno de una familia judía, en Duluth, Minnesota, y educado en la Universidad de Columbia, donde fue miembro de la Philolexian Society, ejerció el cargo de presidente del Screen Writers Guild entre 1941 y 1942.
La negativa de Buchman a proporcionar los nombres de los miembros del Partido Comunista de los Estados Unidos a al Comité de Actividades Antiamericanas le conllevó un cargo de desacato al Congreso. Buchman fue multado, condenado a un año de sentencia suspendida, y luego fue incluido en la lista negra de Hollywood por los jefes de estudios de Hollywood.
Volvería a escribir guiones en la década de 1960, trabajando en " Cleopatra" (1963) y "El grupo" (1966).

## Vida personal
Buchman se casó dos veces y tuvo una hija, Susanna Silver, con su primer matrimonio. Sus nietos son Amanda Silver y Michael B. Silver, respectivamente.

## Filmografía
Como guionista
- La hija del dragón (Daughter of the Dragon), de Lloyd Corrigan (1931)
- Beloved Bachelor, de Lloyd Corrigan (1931)
- La insaciable (No One Man), de Lloyd Corrigan (1932)
- Thunder Below, de Richard Wallace (1932)
- El signo de la cruz (The Sign of the Cross), de Cecil B. DeMille (1932)
- Si yo tuviera un millón (If I Had a Million)  (1932)
- From Hell to Heaven, de Erle C. Kenton (1933)
- Divina (The Right to Romance), de Alfred Santell (1933)
- Mi vida entera (All of Me), James Flood (1934)
- Whom the Gods Destroy, Walter Lang (1934)
- Estrictamente confidencial (Broadway Bill), de Frank Capra (1934)
- I'll Love You Always, de Leo Bulgakov (1935)
- Love Me Forever, de Victor Schertzinger (1935)
- Sucedió una vez (She Married Her Boss), de Gregory La Cava (1935)
- La princesa encantadora (The King Steps Out), de Josef von Sternberg (1936)
- Antes de medianoche (Adventure in Manhattan), de Edward Ludwig (1936)
- Los pecados de Teodora (Theodora goes wild), de Richard Boleslawski (1937)
- Horizontes perdidos (Lost Horizon), de Frank Capra (1937)
- La pícara puritana (The Awful Truth), de Leo McCarey (1937)
- Vivir para gozar (Holiday), de George Cukor (1938)
- Caballero sin espada (Mr. Smith Goes to Washington), de Frank Capra (1939)
- Pasión de libertad (The Howards of Virginia), de Frank Lloyd (1940)
- El difunto protesta (Here Comes Mr. Jordan), de Alexander Hall (1941)
- El asunto del día (The Talk of the Town), de George Stevens (1942)
- Sahara (Sahara), de Zoltan Korda (1943)
- Canción inolvidable (A Song to Remember), de Charles Vidor (1945)
- Locamente enamorada (Over 21), de Charles Vidor (1945)
- The Jolson Story, de Alfred E. Green (1946)
- To the Ends of the Earth, de Robert Stevenson (1948)
- Jolson Sings Again, de Henry Levin (1949)
- El ídolo (Saturday's Hero), de David Miller (1951)
- Hombre marcado (The Mark), de Guy Green (1961)
- Cleopatra, de Joseph L. Mankiewicz (1963)
- El grupo (The Group), de Sidney Lumet (1966)
- La mansión bajo los árboles (La Maison sous les arbres), de René Clément (1971)

Como productor
- 1937 : She Married an Artist, de Marion Gering (1937)
- Canción inolvidable (A Song to Remember), de Charles Vidor (1945)
- Locamente enamorada (Over 21), de Charles Vidor (1945)
- To the Ends of the Earth, de Robert Stevenson (1948)
- Jolson Sings Again, de Henry Levin (1949)

## Premios y distinciones
Premios Óscar
| Año  | Categoría               | Película             | Resultado |
| ---- | ----------------------- | -------------------- | --------- |
| 1940 | Mejor guion             | Caballero sin espada | Nominado  |
| 1942 | Mejor guion             | El difunto protesta  | Nominado  |
| 1943 | Mejor guion             | El asunto del día    | Nominado  |
| 1950 | Mejor argumento y guion | Jolson Sings Again   | Nominado  |